# うちの居候が世界を掌握している!
『うちの居候が世界を掌握している!』（うちのいそうろうがせかいをしょうあくしている!）は、七条剛による日本のライトノベル。イラストは希望つばめが担当している。第4回GA文庫大賞の優秀賞を受賞（受賞時のタイトルは「ユーキノカケラ」）。GA文庫（ソフトバンククリエイティブ→SBクリエイティブ）より2012年4月から2017年2月まで刊行された。2017年2月時点でシリーズ累計部数は40万部を記録している。
『月刊コミックブレイド』にてい〜どぅ〜による漫画版が2012年12月号から2013年9月号まで連載された。

## あらすじ
ドイツから日本のとある貧乏工務店にやってきた少年、笠取真哉。彼の正体は世界でも五指に入るといわれる大企業・オリオンリュートの創業者にして代表取締役社長である。指先ひとつで軍事衛星を操る真哉は、訳があって素性を隠し、飯山工務店に居候をすることになったのだが、そこには性格も趣味も全然違う3姉妹も一緒に住んでいた。今までの経験がほとんど通用しない環境で、中学生社長の真哉は、さまざまな問題に身を投じていく。

## 登場人物
※声優はドラマCD版のもの

### 飯山家
笠取 真哉（かさとり しんや）
声 - 花江夏樹
本作の主人公。日本生まれ、ドイツ育ちの15歳。童顔。
呼び方は桃香からは「あんた」、莉子からは「真哉さん」、優希からは「にーさま」、小雪からは「笠取センパイ」、愛からは「シンくん」、ルファからは「社長」など、非常に多彩。
見ただけでは幼く見えるが、その実態は10歳で大学を卒業し、11歳で博士号を取得、12歳で起業した世間で言う天才児。さらに起業した会社は世界有数の大企業・オリオンリュートへと成長し、莫大な権力と財産を保持している、同社の実質的なNo.1。天才的技術者でもあり会社の主要な特許のほとんどは彼が発明した。
いつもスマートフォンを手にしており、そこから人工衛星にアクセスして、多種多様な用途に使用でき、そして使いこなしている。しかし生い立ちや生き方のせいか、現代の一般常識に疎く、卵のゆで方さえ知らなかった。
両親共に科学者。父は宇宙科学分野では名の知れた科学者だったらしい。現在は既に他界しているが、父親の形見の望遠鏡が飯山家に遺されていた。母親は生きているらしいが詳細は不明。真哉が天才なのは母親の観察実験の一環として、さまざまな勉強方法を試されたためである。そして実験が終わると同時に母親はいなくなってしまったため、彼は「家族」というものを知らず、飯山家のような暖かい家族に憧れている。
感情に乏しく、どこか飄々としており、つかみ所がない。数多くの女子に好意を寄せられているが、彼自身が「好き」という感情を理解できていないからか、それともただ鈍感だからなのか、全く気づいていない。
多くの問題に巻き込まれているが、大抵は人工衛星で対処している。というか、できる。
飯山 桃香（いいやま ももか）
声 - 桃井はる子
本作のメインヒロイン。桃色がかった髪をもつ、飯山家の長女。15歳。
人一倍面倒見がよく、家族思い、友達思いの健気な美少女だが、天然で空気の読めないところがある。また、少しおバカで食い意地がはっており、そこをよく莉子に弄られている。体重計は天敵。学校の成績は悪いが運動神経は良く、スポーツが得意。飯山家の家事のほとんどを担当しており、掃除や洗濯は当番制だが、料理は士郎や妹たちがまったくできないため全て桃香が作っている。ちなみに和食派で洋食はあまり作らない。
最初は真哉が居候することに反対していたが、真哉の境遇を知ってからは彼の家族になると宣言しており、家族として生活していく中で徐々に気になる存在となっていく。
飯山 莉子（いいやま りこ）
声 - 上坂すみれ
飯山家三姉妹の次女で桃香の一つ年下。彼女は大胆不敵なクール系美少女です。真哉の正体に気づく少ない人物。姉をからかうが趣味。
真哉にはっきりと好意を持っており、恋のライバルたちを蹴落とすことにも余念がない。
飯山 優希（いいやま ゆうき）
声 - 久野美咲
飯山家三姉妹の中で年の離れた末っ子。彼女は芸術家肌の天才天使です。真哉を「にーさま」と呼んで慕う。プロメテウス（ぬいぐるみ）が友達。
飯山 士郎（いいやま しろう）
飯山家三姉妹の父。飯山工務店の経営者。真哉の父、徹やキルマンとは大学時代に同じ研究室であり旧知の仲。

### 学校
大田原/ドン･キホーテ
桃香のクラスメイト。
桃香に気があり言い寄っているが、当の桃香にはまったくその気はなく莉子からも毛嫌いされている。真哉と莉子にドン･キホーテというあだ名をつけられ、以降地の文でも完全にドン･キホーテとなり、本名で呼ばれることは滅多にない。しかし真哉と莉子が勝手につけたあだ名なのでそれ以外の人間には通じず、本人や桃香が聞いたときはディスカウントストアの名前と勘違いしていた。
父親がオリオンリュートの日本法人の役員をしており、親の権力を笠に着て横暴に振舞う典型的な小悪党だったが、真哉の正体がオリオンリュートの社長と判明したことで立場が逆転し、父親と共に土下座することになる。
2巻からは小悪党的な面は鳴りを潜め、いじられキャラとなる。父親はかなり頭髪が薄くなっており、自分もそうなるのではと気にしている。
桐生愛（きりゅう あい）
アイドル級の容姿を持つ美少女。とある諜報機関のエージェントで桐生愛という名前も偽名であるが、年齢は真哉と同じ15歳。
クライアントからの依頼で真哉から衛星の設計情報を入手するために転入生としてやってくる。
母親も同じくエージェントをしており、ジョン・ドゥ（名無しの権兵衛）というコードネームで呼ばれる業界でも有名なエージェントである。母親との絆を大切にしており、彼女がエージェントとしての仕事をするのも母親と一緒にいたいためである。任務は失敗に終わるが、元々オリオンリュートへの売り込みがジョンの目的であったため、オリオンリュートのエージェントとして契約する。
アグレッシブな性格で、真哉への好意を隠そうとせずベタベタしようとするため、桃香や莉子としょっちゅう喧嘩している。

### オリオンリュート社
ウォルフガング・キルマン
オリオンリュート社のCEO（最高経営責任者）であり、技術統括顧問。真哉の後見人。一応真哉よりも立場的には下であるが、会社の実質的なNo2。鋭い目つきをした厳つい顔のドイツ人紳士。
学生時代は日本に留学しており、真哉の父、徹や士郎とは同じ大学の研究室仲間で旧知の仲。ドイツ人らしくなんでもキッチリこなし理詰めで行動するタイプ。その場にいるだけで緊張感を振り撒き、空気を引き締めるような存在感があり、大柄な体躯に似合わず繊細さも持ち合わせている。
普段の姿からは想像できないが愛妻家でエルナによると家ではベタベタしているらしい。娘のことも溺愛しており家族想い。本人は娘に対して厳格な父親のつもりでいるが、周りから見れば甘い父親にしか見えず、エルナが日本の真哉のもとまで家出したときは仕事が手につかなくなるほどだった。
ルファ・マルティーニ
声 - 下田麻美
真哉の秘書。17歳。父親はドイツ人、母親は日本人のハーフで、英語、ドイツ語、日本語に堪能。
飛び級で大学を卒業しており、技術を学ぶためにオリオンリュートに入社した。実は入社試験に一度落ちており、社長推薦枠にて入社している。当初は技術チームを希望していたが、真哉との出会いがきっかけで社長秘書となる。真哉だけでなくキルマンからの信頼も厚く、真哉・キルマンに次ぐオリオンリュートのNo.3。
両親は駆け落ちして結婚しており、それが原因で母方の実家とは一度も交流がなかった。彼女の母の実家は「桜花」という日本でも有数の財閥で5巻でルファをその後継者とするため祖父に呼ばれて日本を訪れる。
5巻まで挿絵で目許が描かれず不憫な扱いだったが、来日したときは彼女が真哉の世話を焼く姿に周囲の女の子たちがこぞって危機感を感じるほどのハイスペックぶりを発揮した。
メイラン
しかも島の管理者、真哉専属の護衛。

### その他
笠取 徹（かさとり とおる）
真哉の父。真哉が小さい頃に他界してしまい、真哉自身は彼の顔を知らない。生前は天文学、とくに宇宙工学を専門とする研究者であった。
エルナ・キルマン
キルマンの娘。11歳。
デイトレードの天才で、当初お小遣いを元手に始めそれを何百倍にも増やし、今では世界中の投資家が注目する存在。
父のキルマンとはよく喧嘩をし、月に一度の頻度で家出するのが恒例となっている。
うさぎのぬいぐるみのガニメデを大切にしている。
桜花籐十郎（おうか　とうじゅうろう）
ルファの母方の祖父で、桜花グループの会長。
ルファの母曰く「気難しいわからず屋の頑固ジジイ」。
桜花グループは親族経営を行っており、ルファを次期会長に据えるべくオリオンから引き抜こうとして真哉と真っ向から対立する。
店長/クレオパトラ
莉子のバイト先のメイド喫茶の店長。士郎とは中学時代の同級生らしい。
キルマンよりもさらに二回りを超えるほどの筋骨隆々の巨躯にメイド服という奇抜な格好をしており、オネエ言葉で喋るが性別については言及されていない。
初対面で「あたしって綺麗？」と聞いてくるが、このとき絶対に悲鳴を上げてはいけないという暗黙のルールがある。真哉はこの質問に対して、クレオパトラと見紛うほどだと回答しており、以降あだ名がクレオパトラとなる。

## 既刊一覧

### 小説
- 七条剛（著） / 希望つばめ（イラスト） 『うちの居候が世界を掌握している！』 GA文庫〈ソフトバンククリエイティブ→SBクリエイティブ〉、全17巻
1. 2012年4月30日初版第一刷発行（4月15日発売[5]）、ISBN 978-4-7973-6929-8
2. 2012年7月31日初版第一刷発行（7月15日発売[6]）、ISBN 978-4-7973-7087-4
3. 2012年10月31日初版第一刷発行（10月15日発売[7]）、ISBN 978-4-7973-7198-7
3.5. 2013年2月28日初版第一刷発行（2月15日発売[8]）、ISBN 978-4-7973-7304-2
4. 2013年5月31日初版第一刷発行（5月15日発売[9]）、ISBN 978-4-7973-7364-6
5. 2013年8月31日初版第一刷発行（8月12日発売[10]）、ISBN 978-4-7973-7471-1
6. 2013年11月30日初版第一刷発行（11月15日発売[11]）、ISBN 978-4-7973-7524-4
7. 2014年3月31日初版第一刷発行（3月15日発売[12]）、ISBN 978-4-7973-7661-6
8. 2014年6月30日初版第一刷発行（6月13日発売[13]）、ISBN 978-4-7973-7755-2
9. 2014年9月30日初版第一刷発行（9月13日発売[14]）、ISBN 978-4-7973-8015-6
10. 2015年1月31日初版第一刷発行（1月15日発売[15]）、ISBN 978-4-7973-8249-5
11. 2015年5月31日初版第一刷発行（5月15日発売[16]）、ISBN 978-4-7973-8331-7
12. 2015年9月30日初版第一刷発行（9月15日発売[17]）、ISBN 978-4-7973-8485-7
13. 2016年2月29日初版第一刷発行（2月15日発売[18]）、ISBN 978-4-7973-8525-0
14. 2016年6月30日初版第一刷発行（6月15日発売[19]）、ISBN 978-4-7973-8736-0
15. 2016年9月30日初版第一刷発行（9月15日発売[20]）、ISBN 978-4-7973-8888-6
16. 2017年2月28日初版第一刷発行（2月15日発売[21]）、ISBN 978-4-7973-8967-8

### 漫画
- 七条剛（原作） / 希望つばめ（キャラクター原案） / い〜どぅ〜（作画） 『うちの居候が世界を掌握している！』 マッグガーデン〈ブレイドコミックス〉、全2巻
  1. 2013年5月10日発売[22]、、ISBN 978-4-8000-0145-0
  2. 2013年10月10日発売[23]、、ISBN 978-4-8000-0218-1